# Bitwa pod Ulsan
Bitwa pod Ulsan (bitwa w Cieśninie Koreańskiej) – starcie zbrojne, które miało miejsce 14 sierpnia 1904 roku pomiędzy flotą rosyjską a japońską podczas wojny rosyjsko-japońskiej (1904–1905), zakończone japońskim zwycięstwem. W bitwie brały udział krążowniki rosyjskiego władywostockiego zespołu krążowników kontradmirała Jessena i japońskiej 2 Floty wiceadmirała Kamimury z drugiej strony. W Rosji starcie to znana jest jako bitwa w Cieśninie Koreańskiej, stoczona 1 sierpnia 1904 roku według kalendarza juliańskiego.

## Działania rosyjskich krążowników
Główne działania morskie pierwszej fazy wojny rosyjsko-japońskiej toczyły się wokół Port Artur na terytorium Chin, gdzie bazowały główne siły rosyjskiej Eskadry Oceanu Spokojnego. We Władywostoku natomiast bazował wchodzący w skład tej eskadry zespół rosyjskich krążowników. Trzon zespołu tworzyły krążowniki pancerne: „Ruryk” („Riurik”), „Rossija”, „Gromoboj” i krążownik pancernopokładowy „Bogatyr’”, oprócz tego wchodził w jego skład krążownik pomocniczy „Lena” i 10 torpedowców.
Od samego początku wojny, tuż po otrzymaniu wiadomości o japońskim ataku na Port Artur 9 lutego 1904, władywostocki zespół krążowników rozpoczął działania rajderskie pod dowództwem komandora N. Rejzensztejna, nękając japońską żeglugę i transporty wojska na Morzu Japońskim i topiąc pierwszy statek „Nakanoura Maru” (1084 BRT) w cieśninie Tsugaru 11 lutego. Drugi rejs 24 lutego był bezskuteczny, lecz spowodował wysłanie na Morze Japońskie japońskiego 2. Dywizjonu krążowników, który nie mogąc przechwycić Rosjan, przeprowadził 6 marca mało efektywne bombardowanie z morza Władywostoku, po czym powrócił 16 marca pod Port Artur. Zagrożenie dla żeglugi zmusiło jednak japońskiego głównodowodzącego, admirała Tōgō do wydzielenia w połowie kwietnia 8 krążowników, stanowiących trzon 2 Floty wiceadmirała Hikonojō Kamimury, do poszukiwania rosyjskiego zespołu. Mimo to, 25 kwietnia 1904, władywostockie krążowniki i dwa torpedowce Nr 205 i 206 wykonały pod flagą nowego dowódcy kadm. Karla Jessena rajd na Wonsan (jap. Gensan), rozmijając się z zespołem Kamimury i topiąc tam dwa małe japońskie statki („Goyo Maru” – 601 BRT) i „Oginoura Maru” – 219 BRT) i transportowiec wojska „Kinshu Maru” z kompanią żołnierzy. Władywostocki zespół został jednak wkrótce osłabiony, gdyż 15 maja krążownik pancernopokładowy „Bogatyr” został poważnie uszkodzony na skałach i nie naprawiony przed zakończeniem wojny.
Najbardziej znaną akcją władywostockiego zespołu był kolejny rajd pod dowództwem wiceadmirała Piotra A. Biezobrazowa na Cieśninę Koreańską. Podczas akcji 15 czerwca „Gromoboj” zatopił transportowce „Izumo Maru” (3229 BRT) i „Hitachi Maru” (6175 BRT), przewożący batalion 1095 żołnierzy i 18 ciężkich dział 280 mm przeznaczonych do oblężenia Port Artur, a „Ruryk” torpedą uszkodził „Sado Maru” (6226 BRT). Zdobyto ponadto i wysłano do Władywostoku angielski statek „Allaton” wiozący węgiel do Japonii. Podczas kolejnego rajdu 30 czerwca (wadm. Biezobrazow) okręty rosyjskie ostrzelały Wonsan, a torpedowce zatopiły dwa małe statki, lecz na skutek awarii utracono torpedowiec Nr 204. 1 lipca wieczorem rosyjskie krążowniki natknęły się na silniejszy japoński zespół krążowników wadm. Kamimury („Izumo”, „Azuma”, „Iwate”, „Tokiwa” i niszczyciele) w okolicy Cieśniny Koreańskiej, lecz nie podejmując walki zdołały ujść dzięki zapadnięciu ciemności. Następujący atak niszczycieli japońskich był bezskuteczny. Powracając, krążowniki zdobyły angielski statek „Cheltenham” płynący do Japonii.
W drugiej połowie lipca, krążowniki rosyjskie pod dowództwem kadm. Jessena wyszły w śmiałej akcji przez Cieśninę Tsugaru na Ocean Spokojny i zwalczały żeglugę w Zatoce Tokijskiej, u wschodnich brzegów Japonii; rezultaty jej jednak były stosunkowo niewielkie na skutek wstrzymania przez Japończyków przybrzeżnego ruchu statków (zatopiono mały statek i 4 żaglowce oraz przewożące kontrabandę statek niemiecki „Thea” (1613 BRT) i statek angielski „Knight Commander” (4306 BRT), ponadto zdobyto statek niemiecki „Arabia” (4438 BRT) i angielski „Calchas” (6748 BRT)). Mimo niewielkiego wpływu na potencjał Japonii, działania rosyjskich krążowników wywoływały silne wrażenie na Japończykach i państwach z nimi handlujących, ponadto odciągały spod Port Artur przewyższające je siły japońskie.

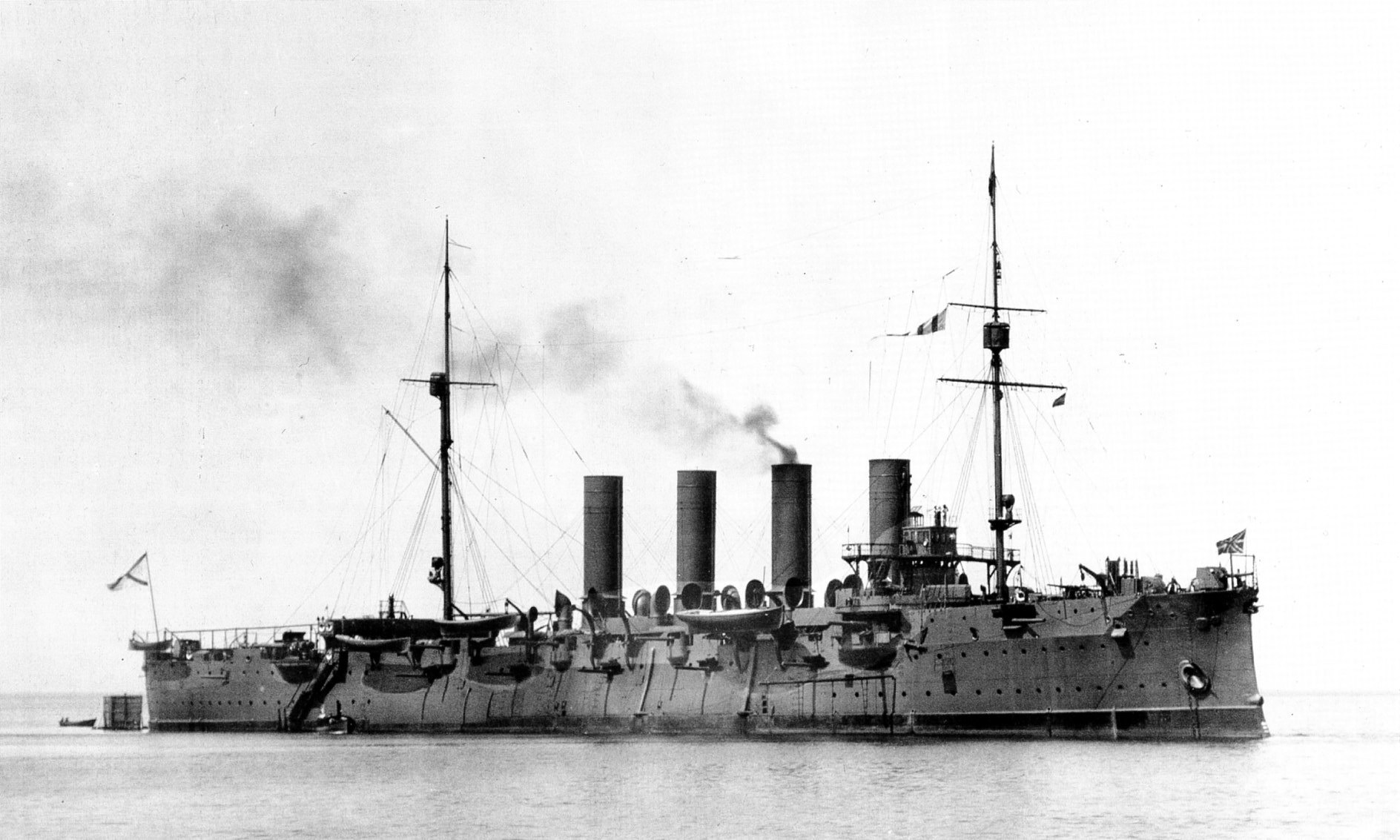
"Rosija" (zdjęcie późniejsze)

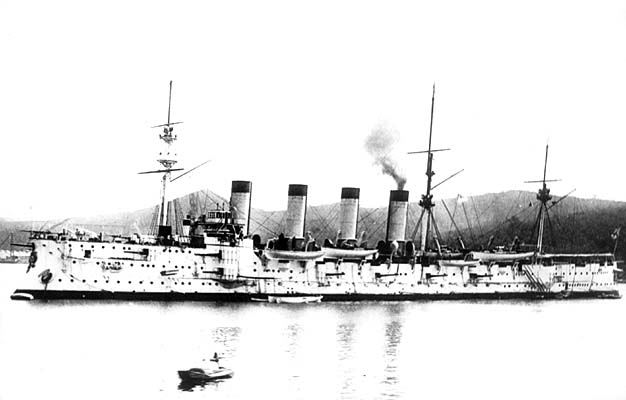
"Gromoboj" przed wojną

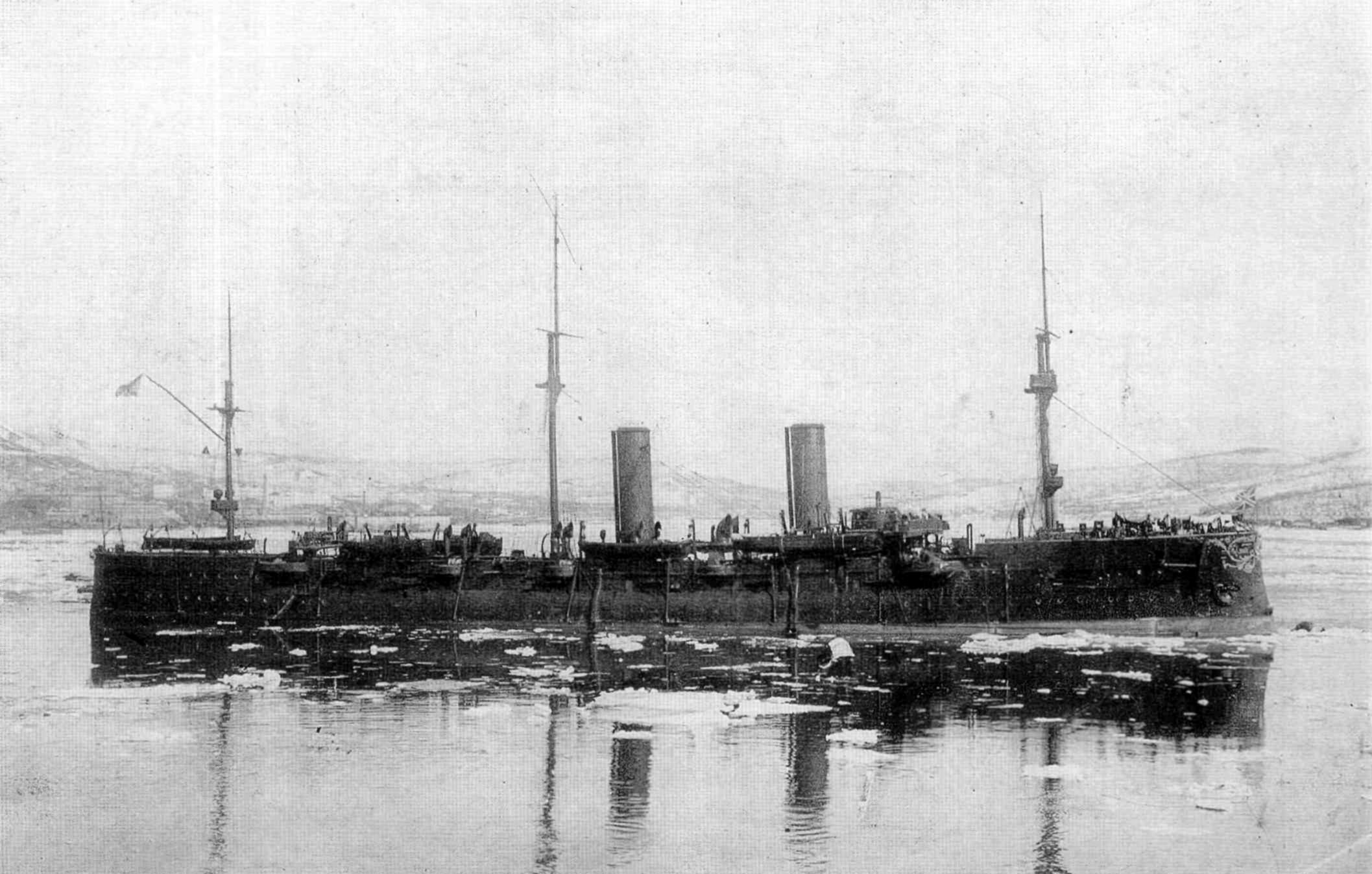
"Ruryk" w 1904

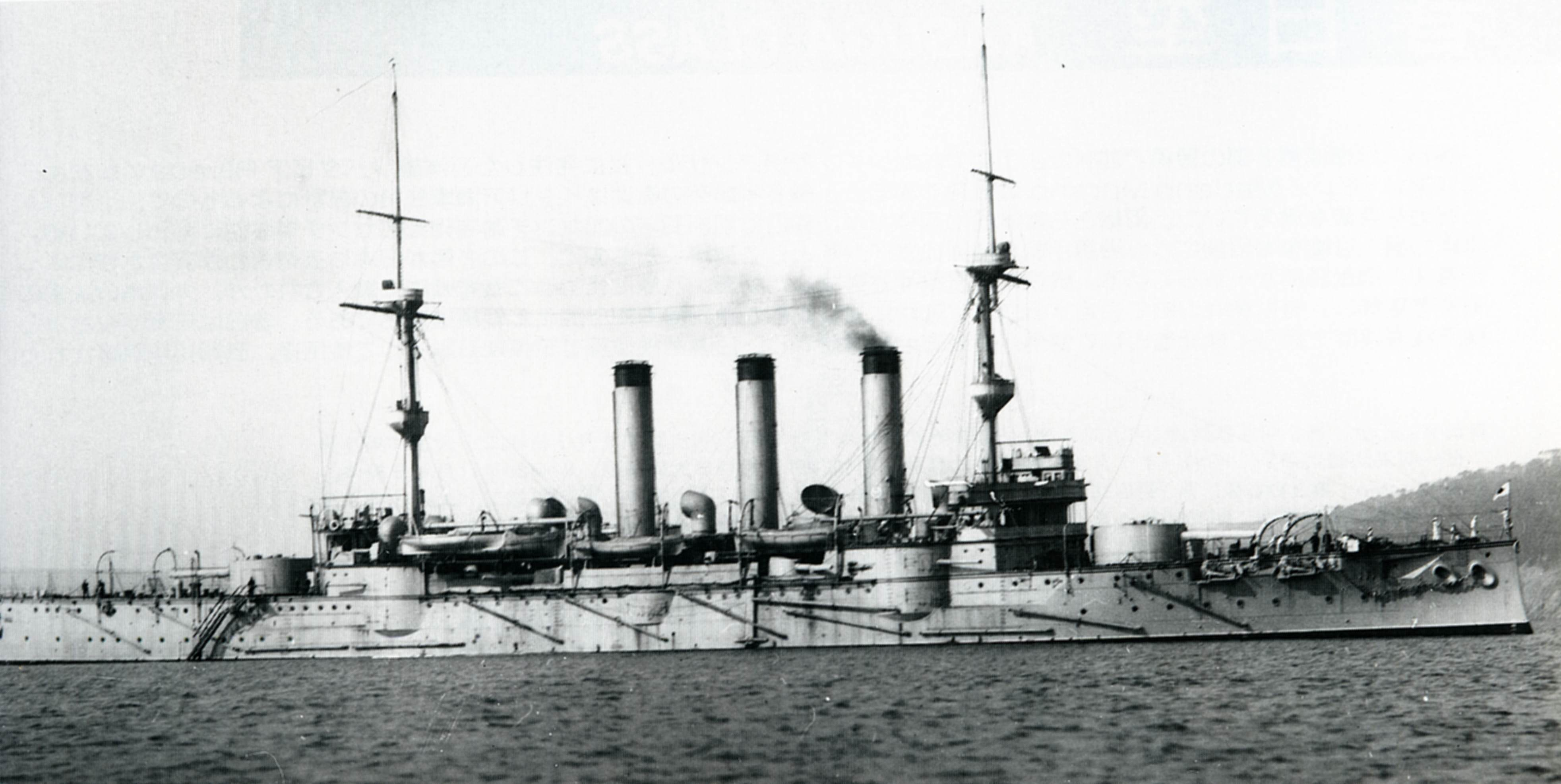
Iwate (1900) (taki sam "Izumo")

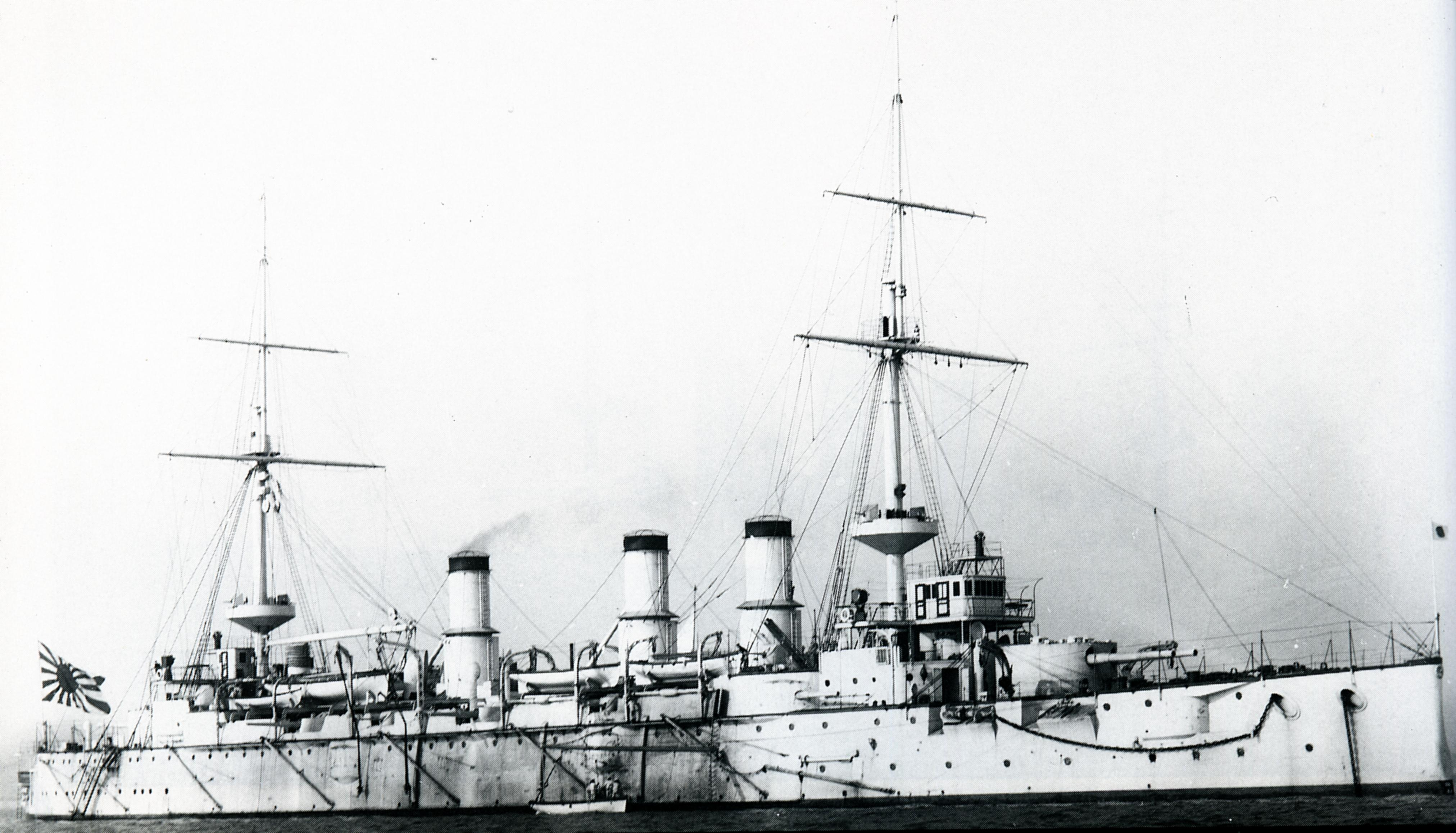
„Azuma”

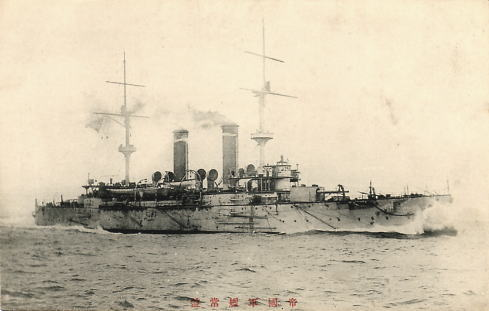
Tokiwa (1898)

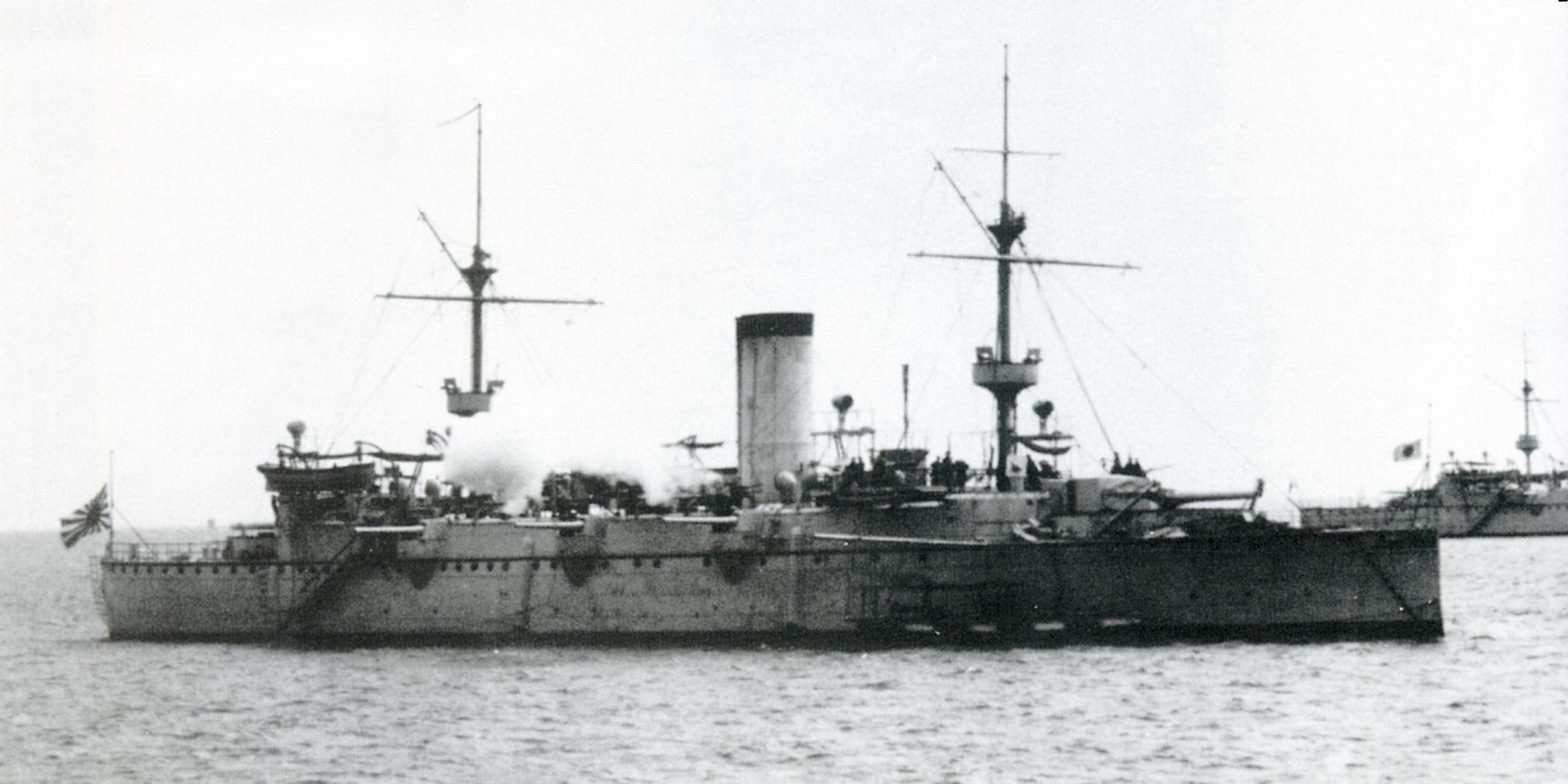
"Naniwa" (taki sam "Takachiho")

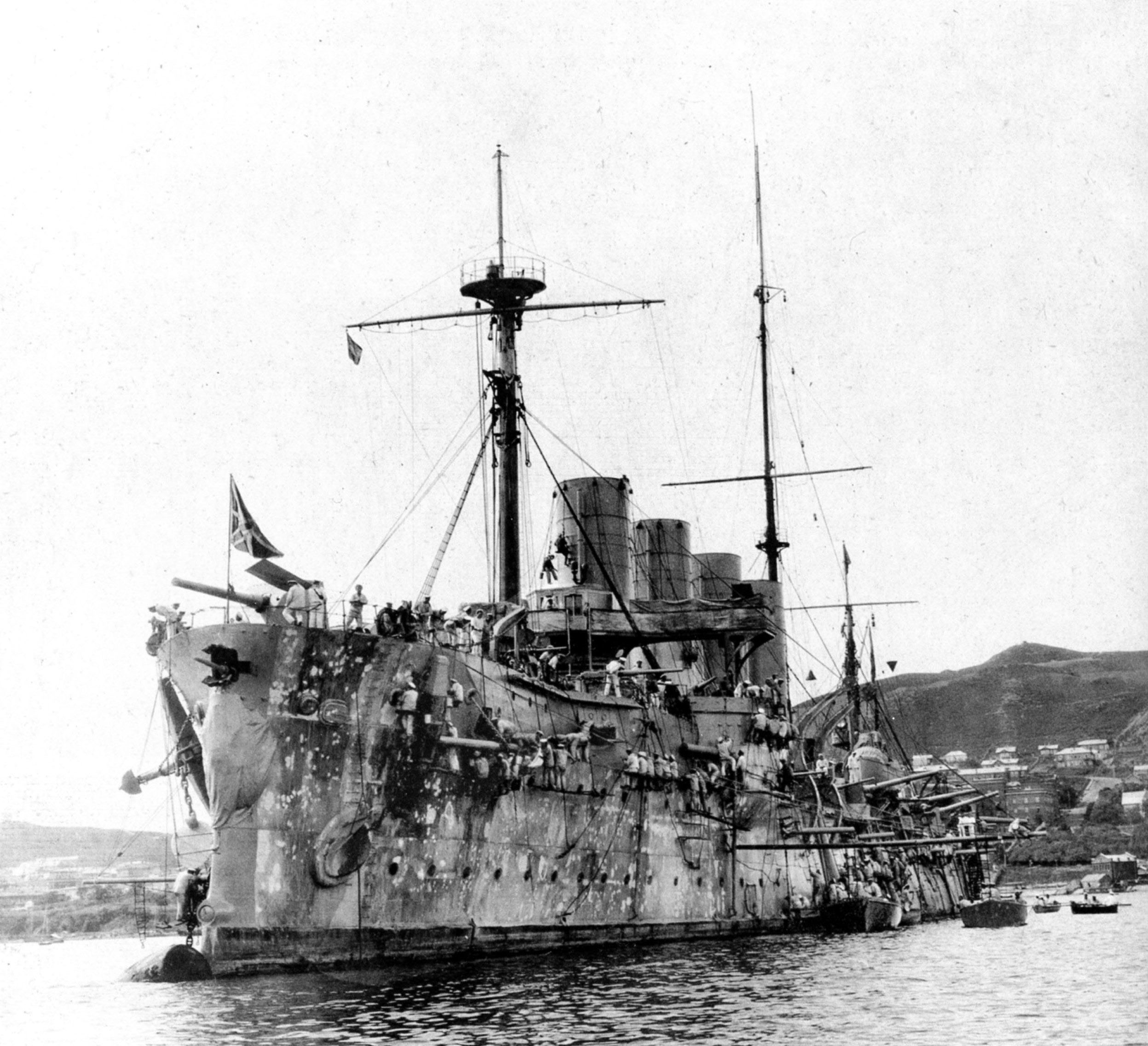
Uszkodzona „Rossija” po bitwie

## Starcie
Równolegle z próbą przedarcia się głównych sił Eskadry Pacyfiku z Port Artura do Władywostoku 10 sierpnia 1904, władywostocki zespół krążowników miał zostać wysłany do Cieśniny Koreańskiej w celu wsparcia próby przebicia się. Z powodu przerwania bezpośredniej łączności z Port Arturem, wiadomość o wyjściu eskadry dotarła jednak do Władywostoku dopiero 11 sierpnia, już po jej porażce w bitwie na Morzu Żółtym.
Z uwagi na brak gotowości okrętów, zespół dowodzony przez kontradmirała Jessena zdołał wyjść w morze dopiero o świcie 12 sierpnia, nie posiadając wiadomości o porażce. W jego skład weszły wszystkie 3 krążowniki pancerne: „Rossija”, „Gromoboj” i „Ruryk”. Jeszcze tego samego dnia wiadomość o wyjściu Rosjan uzyskali Japończycy z prasy brytyjskiej i 13 sierpnia zespół japoński adm. Kamimury opuścił kotwicowisko u południowo-zachodnich brzegów Korei. Oprócz 4 krążowników pancernych i 4 pancernopokładowych, Kamimura miał do dyspozycji także sześć dywizjonów torpedowców.
14 sierpnia (1 sierpnia według kalendarza juliańskiego) o 4.45 rano rosyjskie krążowniki, płynące na zachód, zostały dostrzeżone w rejonie Ulsan przez patrolujący tam 2. Dywizjon wiceadmirała Kamimury w składzie 4 krążowników pancernych, w szyku torowym: flagowy „Izumo”, „Tokiwa”, „Azuma” i „Iwate”. Wcześniej w nocy, oba zespoły wyminęły się niezauważone. W chwili, kiedy rozwidniło się, Japończycy płynęli podobnym kursem południowo-zachodnim, co Rosjanie, w odległości ok. 11 km na północny zachód od rosyjskiego zespołu, odcinając mu drogę powrotną do Władywostoku. O 5.05 rosyjski zespół zmienił kurs na wschodni, lecz manewr ten powtórzyli też Japończycy, dążący do bitwy. Około godziny 5.23 „Izumo” jako pierwszy otworzył ogień z odległości ok. 8400 m, za nim pozostałe okręty, po czym ogniem odpowiedzieli też Rosjanie.
Ogólne położenie i stosunek sił były dla Rosjan niekorzystne, tym bardziej że do zespołu japońskiego dołączyły wkrótce od południa krążowniki pancernopokładowe „Naniwa” i „Takachiho”. Japońskie krążowniki pancerne były nowocześniejsze, nieco szybsze, lepiej opancerzone i miały działa głównego kalibru 203 mm rozmieszczone w wieżach, podczas gdy rosyjskie w kazamatach, przez co rosyjskie okręty mogły strzelać na każdą z burt jedynie połową swojej artylerii. Japoński zespół płynął kursem równoległym na wschód, próbując oskrzydlić Rosjan. Około 6 zespół rosyjski wykonał zwrot, próbując przerwać się na północny zachód i mając teraz przez resztę starcia Japończyków od wschodu. Podczas tego manewru „Rossija” został uszkodzony i zmniejszył prędkość, ale najcięższe uszkodzenia odniósł ostatni w szyku, najstarszy z rosyjski krążowników „Ruryk”. W godzinę po rozpoczęciu walki, o 6.28 „Ruryk” doznał uszkodzenia steru i utracił sterowność. Przez kolejne dwie godziny dwa pozostałe rosyjskie krążowniki walczyły same z eskadrą japońską, manewrując w okolicy „Ruryka” i starając się go osłaniać. Po intensywnej wymianie ognia, „Gromoboj” i „Rossija” doznały znacznych uszkodzeń, zachowały jednak pływalność i zdolność ruchu. Pewne uszkodzenia odniosły też okręty japońskie, zwłaszcza „Iwate”, nie były one jednak poważne.
Gdy okazało się, że uszkodzeń „Ruryka” nie da się usunąć, kontradmirał Jessen o 8.44 skierował pozostałe dwa krążowniki na północ, na kurs powrotny do Władywostoku, nie chcąc utracić wszystkich okrętów, a przy tym w zamiarze odciągnięcia Japończyków od „Ruryka”. Kamimura podjął pościg swoimi krążownikami pancernymi, lecz krążowniki pancernopokładowe „Naniwa” i „Takachiho” w dalszym ciągu ostrzeliwały „Ruryka”, który nie mógł już odpowiadać z ciężkich dział. Około godziny 10 Kamimura zaprzestał pościgu z powodu kończącej się amunicji i krążowniki „Rossija” i „Gromoboj” zdołały powrócić do Władywostoku.
W tym czasie, obezwładniony „Ruryk” kontynuował ciężki bój, ponosząc duże straty w załodze – zabici zostali także dowódca i wielu oficerów. W końcu, wobec braku szans na kontynuowanie walki, okręt został samozatopiony przez załogę. 204 członków załogi zginęło (z tego większość utonęło), 305 odniosło rany. Japońskie okręty uratowały i wzięły do niewoli 626 członków załogi.
„Rossija” i „Gromoboj” odniosły spore uszkodzenia, straty wśród obu ich załóg sięgnęły 139 zabitych i ponad 300 rannych. Zostały one następnie w ciągu kilku miesięcy wyremontowane we Władywostoku, lecz władywostocki zespół krążowników już nie odegrał większej roli w kampanii, zwłaszcza że w listopadzie „Gromoboj” został uszkodzony na skałach. „Iwate” został prowizorycznie naprawiony do 19 sierpnia 1904, uszkodzenia innych japońskich okrętów były nieznaczne.

## Zestawienie sił
† – okręty zatopione
# – okręty uszkodzone, ## – znacznie (straty według)
zestawienie okrętów w zespołach według kolejności w szyku, podana ilość dział i kaliber artylerii głównej i średniej

### Rosja
Władywostocki zespół krążowników – kadm. Karl Jessen:
- Krążowniki pancerne:
  - „Rossija” ## – 4 × 203 mm, 16 × 152 mm – okręt flagowy (48 zabitych, 165 rannych)
  - „Gromoboj” ## – 4 × 203 mm, 16 × 152 mm – (91 zabitych, 182 rannych)
  - „Ruryk” † – 4 × 203 mm, 16 × 152 mm, 6 × 120 mm – (204 zabitych, 305 rannych)

### Japonia
2. Flota (Eskadra) – wadm. Hikonojō Kamimura
- 2. Dywizjon bojowy: krążowniki pancerne:
  - „Izumo”(inne języki) # – 4 × 203 mm, 14 × 152 mm – okręt flagowy wadm. Kamimury (20 trafień, 2 zabitych, 17 rannych)
  - „Azuma” # – 4 × 203 mm, 12 × 152 mm – (10 trafień, 8 rannych)
  - „Tokiwa”(inne języki) # – 4 × 203 mm, 14 × 152 mm – (kilka trafień, 3 rannych)
  - „Iwate”(inne języki) # – 4 × 203 mm, 14 × 152 mm – okręt flagowy kadm. Sotaro Misu (ponad 10 trafień, 40 zabitych, 47 rannych)
- 4. Dywizjon bojowy: krążowniki pancernopokładowe:
  - „Naniwa” – 8 × 152 mm
  - „Takachiho” – 8 × 152 mm

Nie wzięły udziału w starciu:
- 2. Dywizjon bojowy:
  - awizo „Chihaya” – 2 × 120 mm
- 4. Dywizjon bojowy: krążowniki pancernopokładowe:
  - „Akashi” – 2 × 152 mm, 6 × 120 mm
  - „Suma” – 2 × 152 mm, 6 × 120 mm
- 6 dywizjonów torpedowców, po 4 okręty (dywizjony: 9, 11, 15, 17, 18, 19)